# Muzeum Leśnictwa w Gołuchowie
Muzeum Leśnictwa w Gołuchowie – muzeum, znajdujące się we wsi Gołuchów (powiat pleszewski). Placówka działa w ramach Ośrodka Kultury Leśnej, będącego własnością Państwowego Gospodarstwa Leśnego „Lasy Państwowe”. Jego siedzibą są dawne zabudowania gospodarcze gołuchowskiego zamku (oficyna, powozownia, owczarnia).
Działania, mające na celu utworzenie głuchowskiego Muzeum Leśnictwa podjęto w latach 70. XX wieku, choć idea jego powołania sięga końca XIX wieku oraz okresu międzywojennego. W 1974 roku tutejszy park-arboretum wraz z zespołem budynków (z wyjątkiem zamku) przekazano Okręgowemu Zarządowi Lasów Państwowych w Poznaniu. W tym samym roku utworzono zespół ds. organizacji placówki, a decyzja o powstaniu muzeum została wydana przez Ministra Leśnictwa i Przemysłu Drzewnego w 1975 roku. W rok później utworzono Ośrodek Kultury Leśnej w Gołuchowie. Samo muzeum zostało otwarte w październiku 1986 roku. Od 1987 roku placówka jest samodzielną jednostką, działająca w strukturze PGL „Lasy Państwowe”.

Początkowo siedzibą muzeum był Dybul – budynek, którego nazwa pochodzi od nazwiska Dybuł, które to nosił młynarz, zamieszkujący ten teren w XVII wieku oraz pomieszczenia Oficyny zamkowej. W kolejnych latach remontowano i tworzono wystawy w kolejnych budynkach: Powozowni, Owczarni (2006) i Chałupie (2014).
Aktualnie w ramach muzeum prezentowane są następujące ekspozycje:
- Oficyna (przebudowana z dawnej gorzelni w latach 1872–1874 i 1890–1895):
  - „Kulturotwórcza rola lasu”, prezentująca prace plastyczne (malarstwo, grafika, rzeźba, ceramika, szkło artystyczne), inspirowane lasem. Autorami prezentowanych dzieł są m.in.Bronisław Chromy, Michał Gorstkin-Wywiórski, Edmund Kapłoński, Edward Marszałek, Johann Elias Ridinger,  Leszek Rózga, Jan Wałach.
  - „Dzieje leśnictwa w Polsce”, ukazująca dzieje leśnictwa, począwszy od czasów zaborów po lata Polskiej Rzeczypospolitej Ludowej. Oprócz dokumentów, zdjęć oraz odznaczeń, na wystawie zobaczyć można m.in. modele dawnych mielerzy, dziegciarni, komięgi oraz barci leśnej,
- Powozownia (wybudowana w 1854 roku):
  - „Spotkanie z lasem” ukazująca las pod względem geograficznym, ekologicznym i botanicznym. W zbiorach zobaczyć można m.in. wystawę ukazującą 256 gatunków roślin, grzybów i zwierząt leśnych, wpisanych do „Polskiej Czerwonej Księgi oraz kolekcję pochodzących z XIX wieku „ksiąg drzewnych”, stworzonych przez profesora Carla von Hinterlanga. Tu również znajduje się multimedialna makieta Ośrodka Kultury Leśnej,
- Owczarnia (wybudowana w 1849 roku):
  - „Technika leśna” przedstawiająca techniczne aspekty eksploatacji dóbr leśnych. W ramach ekspozycji prezentowane są maszyny i urządzenia służące wytwarzaniu takich produktów jak węgiel drzewny, smoła, dziegieć, potaż, terpentyna, kwas drzewny i sadza, a także urządzenia pomiarowe i geodezyjne,
- Dybul (XIX-wieczna obora):
  - „Ochrona lasu”, prezentująca działania, mające na celu ochronę lasu zarówno przed zagrożeniami zarówno naturalnymi, jak i cywilizacyjnymi,
- Chałupa – leśniczówka, w której urządzono rekonstrukcję mieszkania leśnika z lat 1945–1955 oraz wystawę ukazująca historię bartnictwa.

Muzeum jest placówką całoroczną, czynną codziennie z wyjątkiem poniedziałków i świąt. Wstęp jest płatny (do każdego obiektu osobno).
Samo muzeum działa na terenie park-arboretum, w którym rośnie ok. 80 tys. drzew, z czego 262 posiada cechy pomnika przyrody. Od 1977 roku działa tu także Pokazowa Zagroda Zwierząt, w której obecnie żyją żubry, dziki, koniki polskie i daniele.

## Galeria

Oficyna
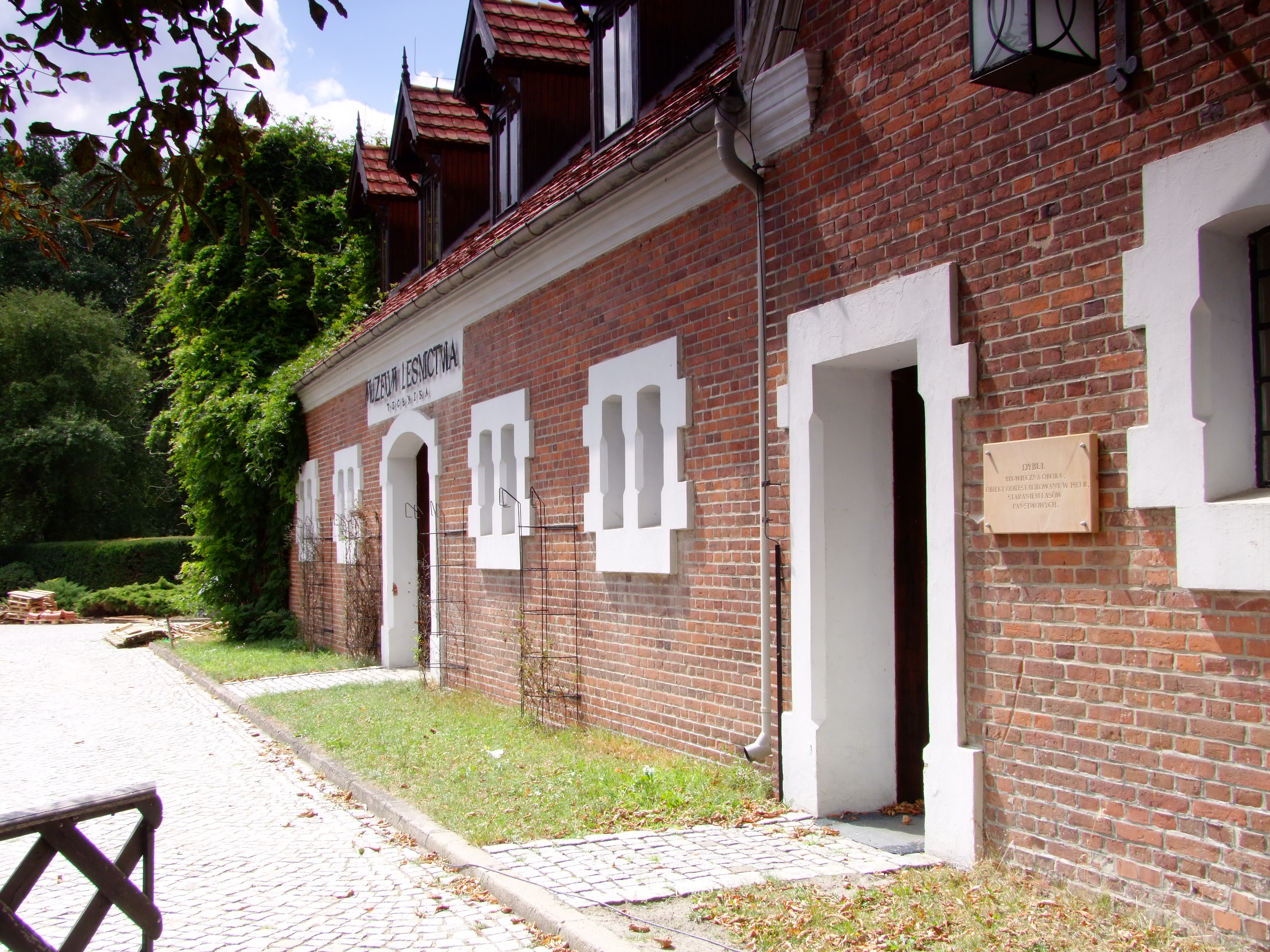
Dybul
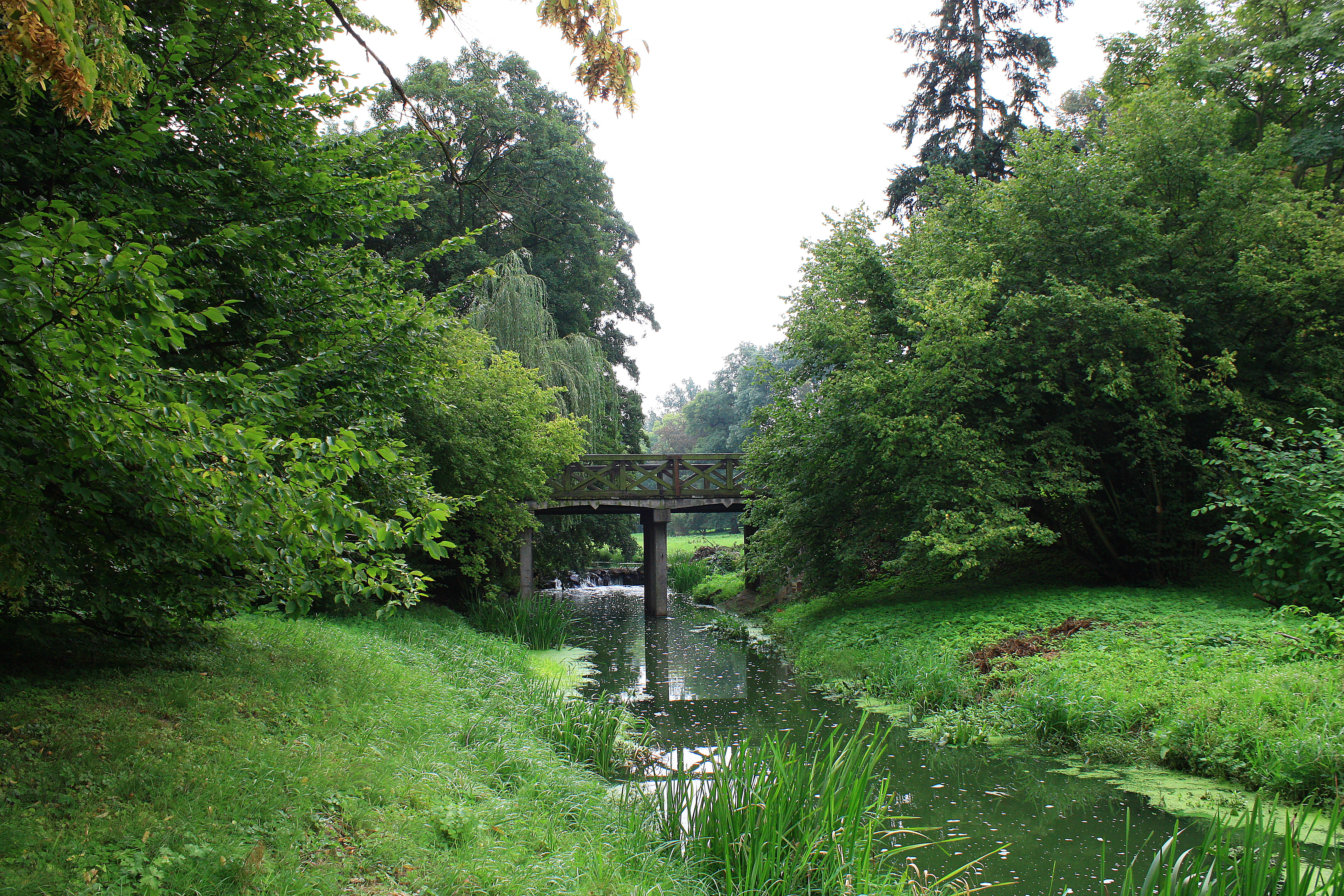
Park zamkowy – arboretum
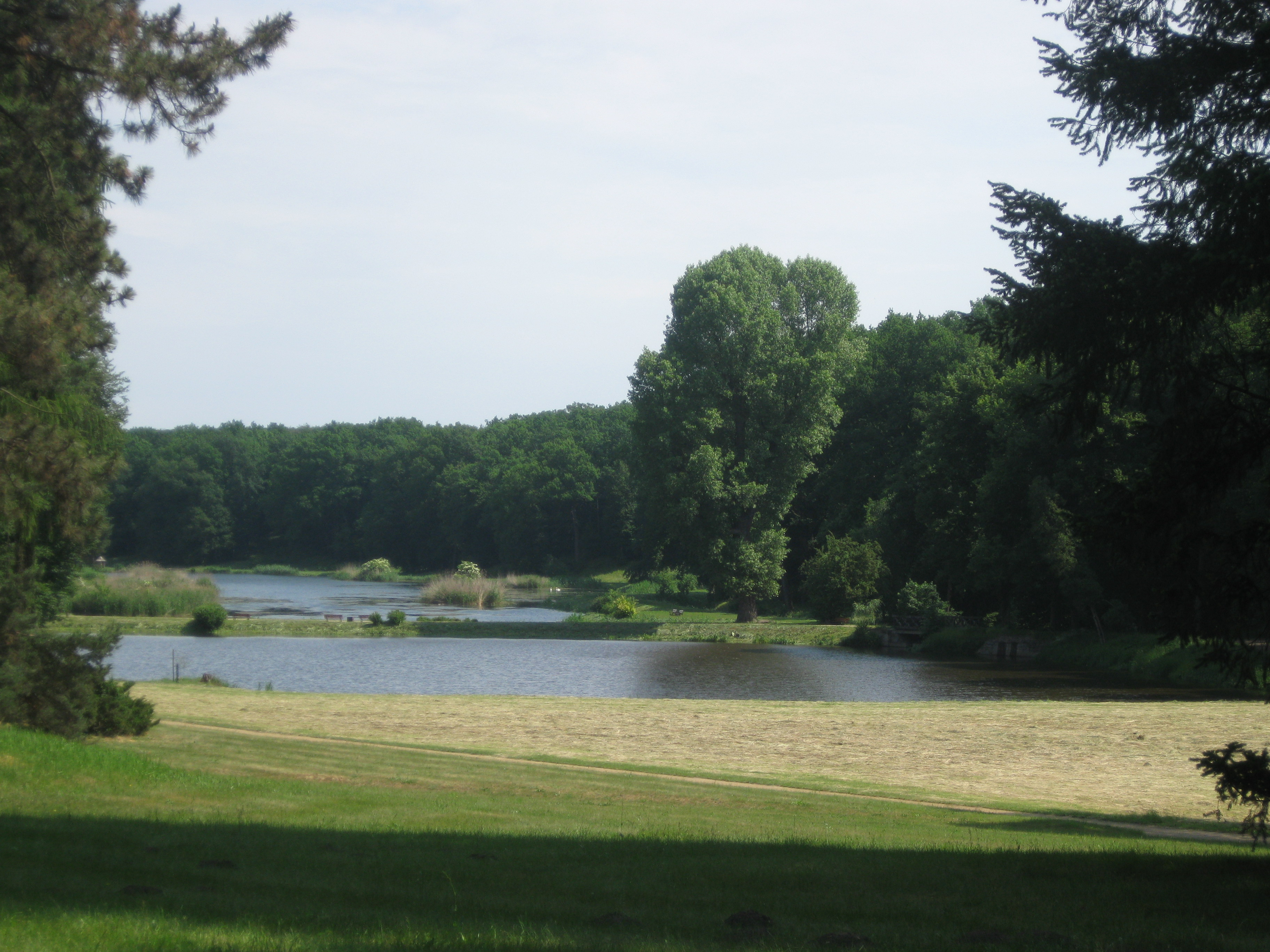
Park zamkowy – arboretum
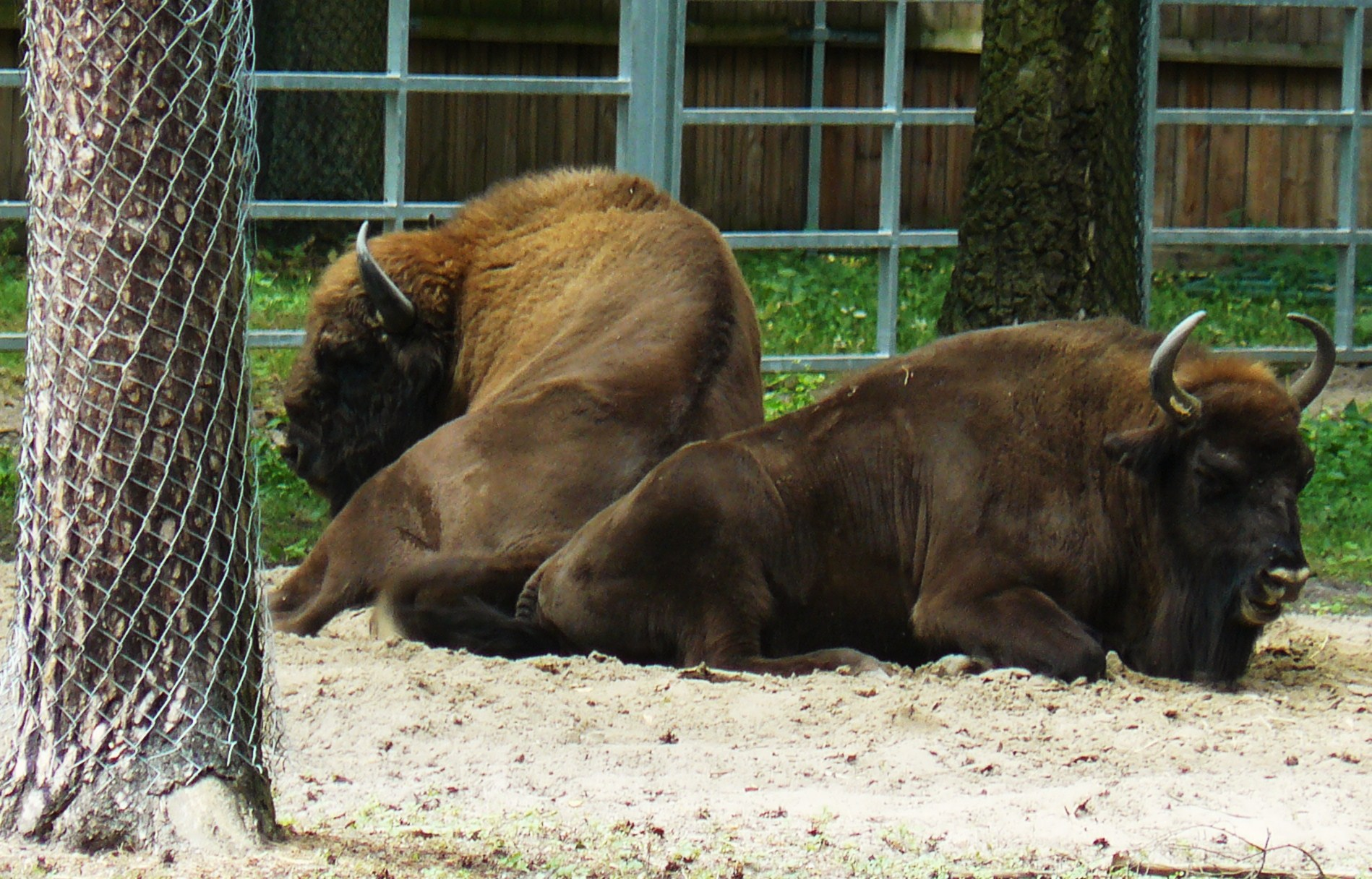
Żubry w Pokazowej Zagrodzie Zwierząt